# Tetramesa angelonini
Tetramesa angelonini är en stekelart som först beskrevs av Girault 1924.  Tetramesa angelonini ingår i släktet Tetramesa och familjen kragglanssteklar. Inga underarter finns listade i Catalogue of Life.